# Dirty Dancer
"Dirty Dancer" (em português: "Dançarina Safada") é uma canção do cantor espanhol de pop Enrique Iglesias e do cantor norte-americano Usher com a participação do rapper Lil Wayne. A canção foi extraída como sexto single oficial do nono álbum de estúdio e primeiro álbum bilíngue de Enrique, Euphoria, lançado em 2010.

## Lista de faixas
- Digital download

1. "Dirty Dancer" (com Usher & Lil Wayne) – 4:05

- German CD single[1]

1. "Dirty Dancer" (com Usher & Lil Wayne) – 4:05
2. "Dirty Dancer" (com Usher & Lil Wayne) (Cahill Radio Mix) – 3:46

## Posição nas paradas musicais
| Parada (2011)                                        | Melhor posição |
| ---------------------------------------------------- | -------------- |
| Austrália - Australian Dance Chart                   | 8              |
| Austrália - Australian Singles Chart                 | 24             |
| Áustria - Ö3 Austria Top 75                          | 14             |
| Bélgica - Belgian Singles Chart (Flanders)           | 33             |
| Bélgica - Belgian Singles Chart (Wallonia)           | 25             |
| Dinamarca - Danish Singles Chart                     | 37             |
| Eslováquia - Slovak Airplay Chart                    | 3              |
| Espanha - Spanish Singles Chart                      | 21             |
| Canadá - Canadian Hot 100                            | 11             |
| Países Baixos - Dutch Top 40                         | 25             |
| França - French Singles Chart                        | 99             |
| Irlanda - Irish Singles Chart                        | 22             |
| Nova Zelândia - New Zealand Singles Chart            | 22             |
| Suécia - Swedish Singles Chart                       | 54             |
| Suíça - Swiss Singles Chart                          | 30             |
| Reino Unido - UK R&B Chart                           | 6              |
| Reino Unido - UK Singles Chart                       | 21             |
| Estados Unidos - US Billboard Hot 100                | 18             |
| Estados Unidos - US Hot Dance Club Songs (Billboard) | 1              |
| Estados Unidos - US Pop Songs (Billboard)            | 17             |